# Ерик (Белгородская область)
Ерик — село в Белгородском районе Белгородской области России Административный центр Ериковского сельского поселения. Через село проходит федеральная трасса «Крым».
Население 559 человек (2010).

## География
Село расположено на одноимённой реке, правом притоке Липового Донца, в 5 км по прямой к северу от Белгорода, на магистрали Москва-Крым.

## История

### Происхождение название
Село названо по речке Ерику, на обоих берегах которой располагается.

### Исторический очерк
В 1932 году хутор Ерик относился к Раковскому сельсовету Белгородского района Белгородской области.
В годы Великой Отечественной войны на фронт ушло 620 жителей Ерика, большинство из них не вернулось. Во время Курской битвы летом 1943 года у села Ерик держал оборону 1243-й стрелковый полк 52-й гвардейской дивизии.
Со времени образования Белгородской области хутор (затем село) Ерик — центр сельского совета в Белгородском районе, а после образования в январе 1965 года нового района — в Яковлевском. Впоследствии Ериковский сельсовет возвратился в Белгородский район.
В 2016 году в селе освятили православный храм в честь Сергия Радонежского.

## Население
Документы 1890 года сообщают «Ерик, хутор Белгородского уезда Шопинской волости» — 85 жителей (44 мужскаго и 41 женскаго пола), от уездного города в одиннадцати верстах».
В 1932 году хутор Ерик насчитывал 178 жителей.
В 1979 году в селе Ерике — 381 житель, в 1989 году - 433 (185 мужчин и 248 женщин).
К 1 июля 1997 года в Ерике — 182 хозяйства, 519 жителей. К началу 1998 года в Ерике было 512 жителей и 182 хозяйства.
| 2002 | 2010 |
| ---- | ---- |
| 510  | ↗559 |

## Инфраструктура
В селе имеется неполная средняя школа, сельский клуб, магазин, медицинский пункт.

## Достопримечательности
В нынешнем селе, на северном скате высоты, южнее реки Ерика сохраняется противотанковый ров, вырытый красноармейцами и местными жителями перед первой оборонительной полосой в 1943 году (в ходе Курской битвы) — единственный на территории Белгородского района памятник истории, охраняемый государством. На обочине автомагистрали — памятная стела и смотровая площадка. В селе — братская могила 453 советских воинов, павших в ходе боёв на этом рубеже.